# Ваља Унгиулуј (Прахова)
Ваља Унгиулуј (рум. Valea Unghiului) насеље је у Румунији у округу Прахова у општини Жугурени. Oпштина се налази на надморској висини од 300 m.

## Становништво
Према подацима из 2002. године у насељу је живело 186 становника, од којих су сви румунске националности.